# خاندان توکی
خاندان توکی (به ژاپنی: 土岐氏 Toki-shi) یکی از خاندان‌های ژاپنی بود که بر ولایت مینو حکمرانی می‌کرد.